# Distretto di Conayca
Il distretto di Conayca è uno dei diciannove distretti della provincia di Huancavelica, in Perù. Si trova nella regione di Huancavelica e si estende su una superficie di 37.79 chilometri quadrati.